# 歴史への招待
『歴史への招待』（れきしへのしょうたい）は、1978年4月6日から1984年3月7日までNHK総合テレビで放送された教養番組である。司会は当時NHKのアナウンサーだった鈴木健二が務めた。

## 概要
NHKの歴史番組の草分けとなった番組である。
そもそもは、1978年度春季改編の月曜ゴールデンタイム枠で、30分間の教養番組を生放送するためのパイロット版を制作することになり、それを化学産業班（ウルトラアイ）と教養番組班（当番組）で争うことになった。その結果、月曜枠は化学産業班が勝ち取り、教養班は木曜22時からの生放送枠を充当された。
それまでの歴史番組は前作『新日本史探訪』（NHK総合テレビ）がそうであったように、作家や歴史学者がゲスト出演し、歴史上の人物や事件について語るトーク番組のスタイルが主流であった。しかし、本番組の開始前に鈴木が出演していた教養情報番組『スポットライト』（1972年 - 1978年、NHK総合テレビ）は、歴史の片隅で忘れられていた事実を徹底的な取材によって掘り起こす番組であり、鈴木と『スポットライト』のスタッフが本番組へと移ったことで同番組の手法が継承・発展していくことになり、新たなスタイルの歴史番組の誕生へと繋がった。
また、明治維新までの人物・事件をテーマとしていた従来の歴史番組の枠を破り、煙突男や説教強盗などの現代史とも言える昭和時代の事件をも取り上げた点に特徴がある。このノウハウがNHK製作の歴史番組の礎となり、現在放送中の『歴史探偵』にも引き継がれる。

## 放送日時
いずれも日本標準時。別の時間帯での再放送あり。
- 木曜 22:00 - 22:30 （1978年4月6日 - 1981年3月12日）
- 土曜 22:00 - 22:30 （1981年4月11日 - 1982年3月6日）
- 水曜 22:00 - 22:30 （1982年4月7日 - 1984年3月7日）

## 各回概要
| 放送日         | サブタイトル                               | ゲスト                                         |
| -------------- | ------------------------------------------ | ---------------------------------------------- |
| 1978年4月6日   | 安政大地震                                 | 安岡章太郎、宇佐美龍夫                         |
| 1978年4月13日  | 旗本八万騎                                 | 南条範夫、野口武彦                             |
| 1978年4月20日  | 実録鬼平犯科帳                             | 池波正太郎、平松義郎、名和弓雄                 |
| 1978年4月27日  | 江戸城総攻め                               | 綱淵謙錠                                       |
| 1978年5月11日  | 琉球王朝の栄光                             | 大城立裕                                       |
| 1978年5月18日  | 北辺の黒船                                 | 一色次郎                                       |
| 1978年5月25日  | 朝鮮使節往還                               | 李進熙                                         |
| 1978年6月1日   | 新選組流亡                                 | 笹沢左保                                       |
| 1978年6月8日   | 龍馬暗殺                                   | 三好徹                                         |
| 1978年6月15日  | 碧眼の会津武士                             | 早乙女貢                                       |
| 1978年6月22日  | 皇女和宮の謎                               | 有吉佐和子                                     |
| 1978年7月6日   | 奇兵隊叛乱                                 | 奈良本辰也                                     |
| 1978年7月13日  | 堺炎上                                     | 堺屋太一                                       |
| 1978年7月20日  | 実説・石川五右衛門                         | 原田伴彦、福田善之                             |
| 1978年7月27日  | 切支丹・伴天連                             | 山崎正和                                       |
| 1978年9月7日   | 次郎長明治に死す                           | 永六輔、長谷川昇                               |
| 1978年9月14日  | 明治一代女                                 | 戸川昌子、小西四郎                             |
| 1978年9月28日  | 末は博士か大臣か                           | 色川大吉                                       |
| 1978年10月5日  | 決闘・巖流島                               | 村上元三、桑田忠親                             |
| 1978年10月12日 | 秘剣一の太刀                               | 豊田穣、岡田一男                               |
| 1978年10月19日 | 柳生一族の謎                               | 邦光史郎                                       |
| 1978年10月26日 | 寛永御前試合                               | 尾崎秀樹、宝井馬琴                             |
| 1978年11月9日  | 露国皇太子遭難                             | 山本七平                                       |
| 1978年11月16日 | 兵士たちの日露戦役                         | 大江志乃夫、宗左近                             |
| 1978年11月30日 | ここはお国を何百里                         | 團伊玖磨                                       |
| 1978年12月7日  | 刃傷松之廊下                               | 南條範夫、安西二郎、尾上梅幸、市川海老蔵       |
| 1978年12月14日 | 吉良邸討入り                               | 戸板康二、松島栄一                             |
| 1978年12月21日 | 四十七番目の義士                           | 藤沢周平、大石慎三郎                           |
| 1979年1月11日  | 義経騎馬軍団                               | 豊田有恒、野村晋一                             |
| 1979年1月18日  | 源平兵糧合戦                               | 樋口清之、柳原敏雄、永山久夫                   |
| 1979年1月25日  | 実証・壇ノ浦合戦                           | 赤江瀑、金指正三                               |
| 1979年2月1日   | 青丹よし奈良の都は                         | 清家清、狩野久                                 |
| 1979年2月8日   | はるかなり長安                             | 陳舜臣、松木哲                                 |
| 1979年2月15日  | 万葉びとの恋歌                             | 桐島洋子、大野晋、門脇禎二                     |
| 1979年2月22日  | 東大寺大仏建立                             | 堺屋太一、杉山二郎、石野亨                     |
| 1979年3月1日   | 大坂城攻防 (1)                             | 五味康祐、岡本良一                             |
| 1979年3月8日   | 大坂城攻防 (2)                             | 旭堂南陵                                       |
| 1979年3月29日  | 明治天皇 村をゆく                          | 草柳大蔵                                       |
| 1979年4月5日   | 鹿鳴館に元勲は踊る                         | 團伊玖磨、前田愛                               |
| 1979年4月12日  | 板垣死すとも                               | 小西四郎、井出孫六                             |
| 1979年4月19日  | ゲルマン札贋造                             | 三好徹                                         |
| 1979年4月26日  | 代議士誕生譚                               | 高坂正堯                                       |
| 1979年5月10日  | 八百八町炎上す                             | 池田弥三郎、小鯖英一                           |
| 1979年5月17日  | 大奥絵島生島スキャンダル                   | 杉本苑子、稲垣史生                             |
| 1979年5月24日  | 大江戸ポルノ取締り                         | 飯沢匡、林美一、今田洋三                       |
| 1979年6月7日   | 義経は二人いた                             | 松本新八郎、邦光史郎                           |
| 1979年6月14日  | 義経は生きていた?                          | 萱野茂、箱石芳夫                               |
| 1979年6月21日  | 名月赤城山 国定忠次                        | 笹沢左保、萩原進                               |
| 1979年6月28日  | 怪盗闇を駆ける 鼠小僧次郎吉                | 尾崎秀樹、石井良助                             |
| 1979年7月5日   | 王朝才女絵巻                               | 永井路子、立川昭二                             |
| 1979年7月12日  | 平安貴族の華麗な生活                       | 堺屋太一、村井康彦                             |
| 1979年7月19日  | 元祿成金番付                               | 藤本義一、竹内誠                               |
| 1979年7月26日  | 実録 曾根崎心中                            | 藤本義一、脇田修                               |
| 1979年8月30日  | らしゃめん秘聞                             | 宮尾登美子、吉田常吉                           |
| 1979年9月13日  | 錦の御旗じゃトンヤレナ                     | 綱淵謙錠                                       |
| 1979年9月20日  | 御一新しめて300万両                        | 作道洋太郎、邦光史郎                           |
| 1979年9月27日  | 天皇江戸城へ入る                           | 奈良本辰也                                     |
| 1979年10月4日  | 大名廃絶録                                 | 南條範夫                                       |
| 1979年10月11日 | 決戦 川中島 前編                           | 新田次郎、浅野祐吾、安井久善                   |
| 1979年10月18日 | 決戦 川中島 後編                           | 新田次郎、浅野祐吾                             |
| 1979年11月1日  | 前方後円墳の謎                             | 黒川紀章、椚国男、木村悌士                     |
| 1979年11月8日  | 推理・草薙の剣                             | 黛弘道、石井昌国                               |
| 1979年11月15日 | 秘伝・開化写真術 下岡蓮杖                  | 篠山紀信、小沢健志                             |
| 1979年11月22日 | 川上一座海を渡る 女優貞奴                  | 杉本苑子、河竹登志夫                           |
| 1979年11月29日 | 赤天狗参上 岩谷松平                        | 井上ひさし、萱場修                             |
| 1979年12月6日  | 血闘鍵屋の辻                               | 笹沢左保、原田伴彦                             |
| 1979年12月13日 | 実録・由比正雪の乱                         | 早乙女貢、林亮勝                               |
| 1979年12月20日 | 幕末・薩摩騒動                             | 南條範夫、原口虎雄                             |
| 1980年1月10日  | 太閤記 (1) 日吉丸出世街道を行く            | 福田善之、杉山博                               |
| 1980年1月17日  | 太閤 (2) 藤吉郎一夜城を築く                | 豊田穣、内藤昌                                 |
| 1980年1月31日  | 太閤記 (3) 秀吉中国路を走る                | 綱淵謙錠、安井久善                             |
| 1980年2月7日   | 太閤記 (4) 権謀術数天下を取る              | 南條範夫、脇田修                               |
| 1980年2月14日  | 戊辰戦争 (1) 火を噴くガトリング砲          | 大薮春彦、所荘吉                               |
| 1980年2月21日  | 戊辰戦争 (2) 榎本艦隊北へ                  | 安部公房、福井静夫                             |
| 1980年2月28日  | 戊辰戦争 (3) 外人部隊戊辰を行く            | 渡部昇一、クリスチャン・ポラック               |
| 1980年3月6日   | 戊辰戦争 (4) 嵐の列藩同盟                  | 安岡章太郎、高橋富雄                           |
| 1980年3月13日  | 真説 忍びの者                              | 邦光史郎、名和弓雄                             |
| 1980年4月10日  | 水戸黄門漫遊せず                           | 井上ひさし、野口武彦、東野英治郎               |
| 1980年4月17日  | 大岡越前裁かず                             | 加太こうじ、平松義郎                           |
| 1980年4月24日  | 実録 天保水滸伝                            | 笹沢左保、森安彦                               |
| 1980年5月1日   | 蒙古軍来たる                               | 野呂邦暢、川添昭二                             |
| 1980年5月8日   | ペリー艦隊来航す                           | 木村尚三郎                                     |
| 1980年6月26日  | 大江戸黒船パニック                         | 草柳大蔵                                       |
| 1980年7月3日   | 新選組池田屋騒動                           | 佐木隆三                                       |
| 1980年7月10日  | 新撰組･京都白書                            | 三好徹                                         |
| 1980年7月17日  | 天明 飢餓地獄                              | 野坂昭如                                       |
| 1980年7月24日  | 安政コロリ大流行                           | 吉村昭                                         |
| 1980年9月4日   | 西南戦争秘話 (1) 西郷暗殺計画              | 三好徹                                         |
| 1980年9月11日  | 西南戦争秘話 (2) 軍旗紛失事件              | 村上兵衛                                       |
| 1980年9月18日  | 邪馬台国はどこだ                           | 黛弘道                                         |
| 1980年9月25日  | 卑弥呼の百枚の鏡                           | 森浩一                                         |
| 1980年10月2日  | 関ヶ原合戦 (1) 決戦への700日               | 堺屋太一                                       |
| 1980年10月9日  | 関ヶ原合戦 (2) 決戦 慶長5年9月15日         | 南條範夫                                       |
| 1980年10月16日 | 関ヶ原合戦 (3) 減封没収632万石             | 高坂正尭                                       |
| 1980年10月23日 | 無敵 雷電為右衛門                          | 村上元三、林盈六                               |
| 1980年11月20日 | 実録 姿三四郎                              | 豊田穣、小谷澄之                               |
| 1980年11月27日 | 仕立屋銀次逮捕                             | 結城昌治                                       |
| 1980年12月11日 | 天明 長屋の反乱                            | 竹内誠                                         |
| 1980年12月18日 | 天保六花撰                                 | 多岐川恭                                       |
| 1981年1月8日   | 日の丸誕生                                 | 草柳大蔵                                       |
| 1981年1月29日  | 明治 新聞戦争                              | 三好徹                                         |
| 1981年2月5日   | 大海人皇子吉野に起つ 壬申の乱 前編         | 黒岩重吾、直木孝次郎                           |
| 1981年2月12日  | 近江大津京炎上す 壬申の乱 後編             | 黒岩重吾、直木孝次郎                           |
| 1981年2月19日  | キリシタン秘話 島原の乱で生き残った男      | 三浦朱門                                       |
| 1981年2月26日  | キリシタン秘話 諜者 長崎に潜入せよ         | 井上光晴                                       |
| 1981年3月5日   | 日本人はどこから来たか                     | 小松左京、鈴木尚                               |
| 1981年3月12日  | 騎馬民族がやってきた                       | 黛弘道、江上波夫                               |
| 1981年4月11日  | 踊り踊って東京音頭 昭和8年                 | 團伊玖磨                                       |
| 1981年4月18日  | 盧溝橋謎の銃声 昭和12年                    | 松本重治、河野又四郎                           |
| 1981年5月2日   | おれは天下の煙突男 昭和5年                 | 石原美行、田辺綾、赤松勇                       |
| 1981年5月16日  | 説教強盗帝都を揺るがす 昭和4年             | 妻木松吉、松永善九、小沼竹丸                   |
| 1981年5月23日  | 超特急つばめ号国鉄を救う 昭和5年           | 島秀雄                                         |
| 1981年5月30日  | 金鵄上がって十五銭 昭和18年                | 飯沢匡                                         |
| 1981年6月6日   | ヤミ市名物残飯シチュー 昭和20年            |                                                |
| 1981年6月13日  | B29に体当たりを敢行せよ 昭和19年           |                                                |
| 1981年6月20日  | チャンバラ映画黄金時代 昭和2年             | 伴淳三郎                                       |
| 1981年6月27日  | 永田軍務局長斬殺 昭和10年                  | 長田昇、有末精三、片倉衷                       |
| 1981年7月4日   | エンタツ アチャコで漫才繁昌 昭和9年        | 花紀京、藤木五朗生、林正之助、佐々木英之助     |
| 1981年7月11日  | 延長28回 進め一億火の玉だ 昭和17年         | 野口二郎、苅田久徳、小鶴誠、島秀之助、鈴木竜二 |
| 1981年7月18日  | 青い山脈 男女共学前夜 昭和22年             | 澤野久雄、服部良一、今井正                     |
| 1981年7月25日  | 北京原人はどこへ消えた (1)                 | 松本清張                                       |
| 1981年8月1日   | 北京原人はどこへ消えた (2)                 | 松本清張                                       |
| 1981年9月5日   | 緊急発信 敵空母本土に接近す 昭和17年       | 中村末吉                                       |
| 1981年9月19日  | 水雷艇「友鶴」謎の転覆 昭和9年             | 吉村昭                                         |
| 1981年9月26日  | 女装艦隊 敵商船を撃沈せよ                  | 山本七平                                       |
| 1981年10月17日 | 国際スパイ・ゾルゲ日本へ潜入す 昭和8年     |                                                |
| 1981年10月24日 | ゾルゲ国際諜報団逮捕 昭和16年              | 大橋秀雄                                       |
| 1981年10月31日 | ニセ札を造れ 中国法幣贋造作戦 昭和16年     |                                                |
| 1981年11月7日  | 昭和の天一坊 大金をつかむ 昭和6年          | 堺屋太一                                       |
| 1981年11月21日 | 双葉山70連勝ならず 昭和14年                | 鳴戸親方、玉の海梅吉                           |
| 1981年11月28日 | 実録 天六交差点の対決 軍 対 警察 昭和8年   |                                                |
| 1981年12月19日 | 世紀の大スクープ 日米開戦日を追え 昭和16年 |                                                |
| 1981年12月26日 | 幻の大本営 昭和20年                        | 井田正孝                                       |
| 1982年1月9日   | ヒマラヤ初登頂 昭和11年                    | 植村直己                                       |
| 1982年1月16日  | 夢の巨大飛行船・72時間太平洋航路 昭和9年   |                                                |
| 1982年1月23日  | 幻の弾丸列車 東京発北京行 昭和15年         |                                                |
| 1982年1月30日  | 夢のトーキー映画時代来たる 昭和6年         | 片岡千恵蔵、田村高廣                           |
| 1982年2月6日   | 青い目をした人形大使 知られざる移民哀史    | 山田太一                                       |
| 1982年2月27日  | 2・26事件シリーズ (1) 総理官邸襲撃         | 三好徹                                         |
| 1982年3月6日   | 2・26事件シリーズ (2) 歩兵第三連隊         |                                                |
| 1982年4月7日   | 海援隊隊長 坂本龍馬                        | 堺屋太一                                       |
| 1982年4月14日  | 奇兵隊総督 高杉晋作                        | 南條範夫                                       |
| 1982年4月21日  | 吉田松陰 松下村塾主宰                      | 邦光史郎                                       |
| 1982年5月5日   | 幻の英雄 ヤマトタケル                      | 上田正昭、森浩一                               |
| 1982年5月12日  | 蘇我入鹿暗殺の謎                           | 黒岩重吾、門脇禎二                             |
| 1982年5月19日  | 継体王朝の謎                               | 直木孝次郎                                     |
| 1982年5月26日  | 聖徳太子 古代国家のプランナー              | 梅原猛、黛弘道                                 |
| 1982年6月2日   | 織田信長 (1) 幻の安土城                    | 山田宗睦、内藤昌                               |
| 1982年6月9日   | 織田信長 (2) 本能寺の変                    | 早乙女貢、綱淵謙錠                             |
| 1982年6月16日  | 北辰一刀流 千葉周作                        | 福田善之                                       |
| 1982年6月23日  | 実説 沖田総司 新選組一番隊長               | 三好徹                                         |
| 1982年6月30日  | 最後の剣客 榊原鍵吉                        | 津本陽                                         |
| 1982年7月7日   | 上杉謙信の軍資金                           | 南條範夫                                       |
| 1982年7月21日  | 戦国最強 武田軍団                          | 米長邦雄                                       |
| 1982年8月25日  | 独眼竜政宗の陰謀                           | 長部日出雄                                     |
| 1982年9月1日   | 謎の将軍暗殺計画 宇都宮釣天井事件          | 杉本苑子                                       |
| 1982年9月22日  | 日米暗号戦争 (1) 山本五十六の最期          | 豊田穣、長田順行                               |
| 1982年9月29日  | 日米暗号戦争 (2) 機密暗号 パープル         | 高坂正尭、長田順行                             |
| 1982年10月6日  | 推理 稲荷山鉄剣 (1) サビが語る謎の古代     | 松本清張、岡田秀弥                             |
| 1982年10月13日 | 推理 稲荷山鉄剣 (2) 北方からの征服者       | 松本清張、石井昌国                             |
| 1982年10月20日 | 写楽を売り出した男 蔦屋重三郎              | 山本七平                                       |
| 1982年10月27日 | 弥次・喜多を生んだ男 十返舎一九            | 藤本義一、林美一                               |
| 1982年11月10日 | 桶狭間奇襲戦の謎                           | 安井久善                                       |
| 1982年11月24日 | 徹底分析 信長と比叡山焼き打ち              | 塩野七生、小此木啓吾                           |
| 1982年12月1日  | 真珠湾の九軍神                             |                                                |
| 1983年1月12日  | 徳川家康 (1) 戦国人質無情                  | 南條範夫、二木謙一                             |
| 1983年1月19日  | 徳川家康 (2) 正妻築山殿暗殺                | 安西篤子、佐木隆三                             |
| 1983年1月26日  | 徳川家康 (3) 神君伊賀越え                  | 和久峻三                                       |
| 1983年2月2日   | 徳川家康 (4) 三河武士団・光と影            | 渡部昇一                                       |
| 1983年2月16日  | 飛鳥山田寺・蘇我一族の栄光                 | 山岸凉子、黛弘道                               |
| 1983年2月23日  | 華麗 高松塚美人の謎                        | 門脇禎二、近藤富枝、井筒雅風                   |
| 1983年3月2日   | 朱印船風雲録                               | 深田祐介、加藤栄一                             |
| 1983年3月9日   | 戦国火縄銃無頼                             | 津本陽、所荘吉                                 |
| 1983年4月13日  | 西郷隆盛 謎の顔を追え!                     | 河原宏、小沢健志                               |
| 1983年4月20日  | 岩崎弥太郎・謎の写真コレクション           | 邦光史郎、藤井宗哲                             |
| 1983年4月27日  | 大山公爵夫人 秘められた手紙                | 大庭みな子                                     |
| 1983年5月25日  | 久留米藩・政府転覆計画                     | 谷川健一                                       |
| 1983年6月1日   | 広沢参議暗殺の謎                           | 田中時彦、西丸與一、三好徹                     |
| 1983年6月8日   | 桜吹雪・遠山金四郎                         | 尾崎秀樹、中沢巷一                             |
| 1983年6月29日  | 大盗賊 日本駄右衛門                        | 加太こうじ、竹内誠                             |
| 1983年7月6日   | 宮本武蔵 二刀流の秘密                      | 光瀬龍、大野俶嵩、坪井三郎                     |
| 1983年7月13日  | 宮本武蔵 漂泊の28年                        | 奈良本辰也、早乙女貢                           |
| 1983年7月20日  | 追跡 瀬戸内の大海賊                        | 城山三郎                                       |
| 1983年8月31日  | 追跡!戦国・甲賀忍者軍団                    | 福田晃                                         |
| 1983年9月7日   | 元勲たちのクーデター 〜明治14年政変の謎〜  | 色川大吉                                       |
| 1983年9月21日  | 応仁の乱シリーズ (1) 将軍義教謀殺          | 中野孝次、熱田公                               |
| 1983年9月28日  | 応仁の乱シリーズ (2) 蓄財の女王・日野富子  | 杉本苑子、永原慶二                             |
| 1983年10月5日  | 応仁の乱シリーズ (3) 京都炎上              | 秦恒平、永山久夫                               |
| 1983年10月12日 | 太閤秀吉・猿面の謎                         | 石山昱夫、渡辺武                               |
| 1983年10月26日 | 太閤秀吉・海外制覇の夢のまた夢             | 中村真一郎、北島万次                           |
| 1983年11月9日  | 幕末大パニック ええじゃないか              | 綱淵謙錠、佐々木潤之介                         |
| 1983年11月16日 | 御三家の反乱 〜幕末尾張藩秘話〜            | 城山三郎、徳川義宣                             |
| 1983年11月30日 | 再現! 古代人像                             | 増田精一、石森章太郎                           |
| 1984年1月18日  | 江戸っ子助六 只今参上                      | 西山松之助、鯨岡阿美子                         |
| 1984年1月25日  | 実録 伊達騒動                              | 高橋富雄、三好京三                             |
| 1984年2月1日   | 四谷怪談の謎                               | 郡司正勝                                       |
| 1984年2月15日  | 汽笛高らか国鉄誕生                         | 堺屋太一、原田勝正、沢和哉                     |
| 1984年2月22日  | 明治最終列車                               | 宮脇俊三、小木新造                             |
| 1984年2月29日  | 会津落城 〜西郷頼母の悲劇〜                | 綱淵謙錠                                       |
| 1984年3月7日   | 最強! 薩摩軍団の悲劇                       | 邦光史郎、原口泉                               |

## 書籍化
日本放送協会編として日本放送出版協会から書籍『歴史への招待』（全32巻）が、1979年から1984年まで刊行された。のち、単行本から一部抜粋の上、時代順・テーマ別に再編集された新書版（全32巻）が、1988年から1990年にかけて刊行された。